# Пелшс, Эйнарс
Эйнарс Пелшс (иногда Пэлш; латыш. Einārs Pelšs; род. 19 июня 1960, Прейли) — латышский поэт и переводчик. Отец хоккеиста Кристиана Пелша.
Окончил Рижский электромеханический техникум (1979) и факультет русского языка и литературы Бурятского государственного педагогического института (1987). Опубликовал первое стихотворение в неполных 16 лет в Прейльской районной газете «Ļeņina Karogs» («Ленинское знамя»), в 1987 году выпустил первую книгу стихов «Майя» (латыш. Maija), высоко оцененную критикой. В 1990 году в переводе Пелша на латышский язык вышла книга стихов Игоря Северянина «Искренний романс» (латыш. Vaļsirdīgā romance).
В дальнейшем на протяжении почти 20 лет не участвовал в литературной жизни Латвии, вернувшись на поэтическую сцену только в 2012 году второй книгой стихов «S». В 2016 году выпустил третью книгу стихов «Лучший отец на свете» (латыш. Mīļākais tētis pasaulē), включающую также переводы стихотворений в прозе Василия Кандинского и стихов Игоря Померанцева. В переводах Пелша начиная с 2015 года публикуется новейшая русская поэзия (Линор Горалик, Андрей Сен-Сеньков, Дмитрий Строцев, Фёдор Сваровский, Галина Рымбу и др.), а также произведения поэтов Серебряного века (в частности, Михаила Кузмина). В 2016 г. выступил одним из составителей и переводчиков (с Я. Элсбергом) книги избранных стихотворений Николая Гумилёва, в 2019 г. опубликовал перевод сборника Михаила Кузмина «Сети» и том избранных стихотворений Осипа Мандельштама, в 2020 г. в переводах Пелша вышли книги стихов Даниила Хармса и Андрея Сен-Сенькова.